# Руис, Йендрик
Йендрик Альберто Руис Гонсалес (исп. Yendrick Alberto Ruiz González; 4 декабря 1987, Сан-Хосе, Коста-Рика) — коста-риканский футболист, нападающий клуба «Эредиано» и сборной Коста-Рики.
Старший брат Йендрика, Брайан — также профессиональный футболист.

## Клубная карьера
В 2006 году Руис начал карьеру в клубе «Алахуэленсе». 12 ноября в матче против «Депортиво Сантакрусенья» он дебютировал в чемпионате Коста-Рики. В 2010 году для получения игровой практики Йендрик на правах аренды перешёл в «Брухас». 2 августа в матче против «Пунтаренаса» он дебютировал за новый клуб. По окончании аренды Руис вернулся в «Алахуэленсе», но не смог пробиться в основу. Летом 2011 года он перешёл в «Пунтаренас». 31 июля в матче против «Эредиано» Руис дебютировал за новую команду. В этом же поединке он забил свой первый гол за «Пунтаренас».
Летом 2012 года Йендрик перешёл в «Эредиано». 22 июля в матче против своего бывшего клуба «Алахуэленсе» он дебютировал за новую команду. 3 сентября в поединке против «Картахинес» Руис забил свой первый гол за «Эредиано». В 2013 году он помог клубу выиграть чемпионат. 16 ноября 2014 года в матче против «Уругвай де Коронадо» Йендрик сделал хет-трик. В том же году он стал лучшим бомбардиром чемпионата. В 2015 году Руси во второй раз стал чемпионом Коста-Рики.
Летом того же года Йендрик на правах аренды перешёл в индийский «Пуна Сити». 9 октября в матче против «Норт-Ист Юнайтед» он дебютировал в индийской Суперлиге. В начале 2016 года Руис вернулся в Эредиано и сразу же стал лучшим бомбардиром чемпионата.

## Международная карьера
29 мая 2013 года в товарищеском матче против сборной Канады Руис дебютировал за сборную Коста-Рики. В том же году Йендрик попал в заявку национальной команды на участие в Золотом кубке КОНКАКАФ. На турнире он сыграл в поединках против команд Гондураса, Кубы и Белиза.

## Достижения
Клубные
 «Эредиано»
- Чемпионат Коста-Рики по футболу — Летний чемпионат 2013
- Чемпионат Коста-Рики по футболу — Летний чемпионат 2015

Индивидуальные
- Лучший бомбардир чемпионата Коста-Рики (15 мячей) — Зимний чемпионат 2014
- Лучший бомбардир чемпионата Коста-Рики (11 мячей) — Летний чемпионат 2016